# Phryné, courtisane d'Orient
Pour plus de détails, voir Fiche technique et Distribution.
Phryné, courtisane d'Orient (titre original : Frine, cortigiana d'Oriente) est un film italien réalisé par Mario Bonnard, sorti en 1953. 

## Synopsis
Au IVe siècle av. J.-C., la cité grecque de Thèbes, menacée par une attaque du roi de Macédoine Alexandre le Grand, vit sous la domination du tyran Osco, auquel la famille d'une jeune fille, Afra, est opposée.
Un jour, un mendiant se présente à la demeure des parents d'Afra : c'est un intrigant, Lamaco, agissant pour le compte d'Osco, sous une fausse identité. Demandant de la nourriture à Afra, celle-ci lui en fait apporter par une servante, mais profitant d'être seul un moment dans la cour de la maison, Lamaco jette dans l'eau du bassin qui s'y trouve un précieux collier sacré venant d'être volé sur la statue de Déméter, dans le temple de la cité consacrée à la déesse. Prévenu par Lamaco, un lieutenant d'Osco vient avec des soldats « retrouver » le collier et utilise ce prétexte pour arrêter Afra et ses parents, sous l'accusation d'avoir profané le temple. Osco, satisfait de la réussite de son complot, offre du vin empoisonné à ses deux complices, mais tandis que son lieutenant tombe dans le piège, Lamaco évite de boire, et lorsque Osco lui offre un poste de conseiller, il préfère quitter la cité - en compagnie de Nabus, son esclave noir muet - avec une somme d'argent donnée par le tyran, en lui assurant qu'il ne parlera pas. Les parents d'Afra sont brûlés vifs en place publique sous les yeux de leur fille emprisonnée, tandis qu'Osco aspire à posséder la jeune Afra qu'il tient à sa merci. Avec l'aide d'un soldat ayant deviné la culpabilité d'Osco en l'écoutant parler à la jeune femme dans la cellule de celle-ci, Afra réussit à s'échapper de Thèbes, le soldat se faisant toutefois prendre et tuer par Osco. S'éloignant à travers les bois, Afra croise soudain une jeune femme semblable à elle courant dans une direction opposée à la sienne. Aperçue par les poursuivants de cette jeune femme, Afra est confondue avec elle, tente de fuir, mais est finalement capturée par ceux qui se révèlent être les hommes d'un marchand d'esclaves, lesquels l'emmène dans leur camp. Rebelle, Afra suscite cependant l'intérêt du marchand qui voit dans sa beauté une source de profit substantielle lors de la vente d'esclaves qu'il s'apprête à organiser sur le marché de la cité d'Athènes, où les femmes esclaves sont vendues comme du bétail (parallèle clairement souligné dans le film). Sur le chemin que suit le convoi pour aller à Athènes, Afra voit au loin les soldats macédoniens d'Alexandre le Grand se diriger vers Thèbes. Au marché d'Athènes, les acheteurs potentiels se battent pour posséder Afra et le montant des enchères s'envole. Un riche acheteur est sur le point d'emporter la mise, lorsque quelqu'un lui fait chuter son argent par terre, provoquant une bousculade, et enchérit suffisamment dans la foulée pour remporter la vente : c'est encore Lamaco, qui a reconnu Afra. Une fois la vente effectuée, Afra, qui ignore le rôle que Lamaco a joué dans la mort de ses parents, le prévient qu'elle ne sera pas son esclave, ce à quoi Lamaco lui répond qu'il l'a libérée pour qu'ils s'associent. Sur une place où les prostituées pauvres déambulent avec leur nom de « professionnelles » sur le front à la recherche de clients, il lui montre un mur sur lequel figure le nom des plus belles courtisanes de la ville, noms en face desquels les riches clients inscrivent ce qu'ils sont prêts à payer pour avoir leurs faveurs. Lamaco persuade Afra que sa beauté lui promet une belle carrière de courtisane au sein de l'aristocratie athénienne, tandis que lui jouerait le rôle de son entremetteur tout en recevant sa part de bénéfices. Afra, qui vient d'apprendre la chute de Thèbes face à Alexandre et la mort du tyran Osco, n'aspire plus qu'à s'enrichir pour aider sa cité et ses habitants qui se réfugient à Athènes. Elle accepte l'offre de Lamaco, et pour se donner un nom de courtisane provocateur, rachète aussitôt le nom qu'une prostituée passant par là porte sur son front : Phryné, qui signifie « crapaud ».
Un an plus tard, ce qu'envisageait Lamaco s'est réalisé, et Phryné est rapidement devenue une des courtisanes les plus célèbres et les plus riches d'Athènes. Les clients mettent leur fortune à ses pieds, et elle est très populaire en raison des bienfaits qu'elle prodigue au peuple, et notamment aux réfugiés thébains. L'esclave muet de Lamaco, Nabus, s'attache à elle et à son service, bien que son maître continue à exercer son contrôle sur lui en sous-main. Parmi ses admirateurs, on compte un jeune et brillant orateur, Hypéride, qui demande un jour un simple sourire de sa part en échange d'une pierre précieuse. Phryné l'accueille un jour dans sa riche demeure en fête, lui sourit et reçoit le joyau promis. Une relation ambiguë se noue entre eux, bien que Phryné donne d'abord d'elle une image de courtisane uniquement intéressée par son activité « professionnelle » en l'honneur d'Aphrodite et le profit qu'elle en tire. Hypéride refuse d'être considéré comme un simple client, mais il tombe néanmoins amoureux d'elle, au point de la demander en mariage, ce que Phryné refuse, bien qu'au fond, elle éprouve des sentiments pour lui. Hypéride sombre dans une certaine déchéance par amour pour Phryné, se laissant aller à l'ivresse et volant même un jour pour elle un bijou à un orfèvre. Un ami d'Hypéride, le célèbre sculpteur Praxitèle, inquiet de l'état du jeune orateur, règle sa dette et décide de traverser la cité pour rencontrer Phryné afin l'informer de la situation. Touchée, Phryné s'engage à ne plus revoir Hypéride. Praxitèle, qui ne connaissait jusque-là Phryné que de réputation, découvre à ce moment-là la beauté de la jeune femme, alors qu'elle contemple un spectacle de danse que des enfants ont préparé pour elle. Ayant saisi les traits de Phryné de mémoire, Praxitèle les reproduit avec succès, dans son atelier, sur le visage de la statue de la déesse Aphrodite sur laquelle il travaillait depuis longtemps et à laquelle il échouait jusque-là à donner vie. Le résultat rend notamment furieuse Criside, l'amante du sculpteur qui lui servait de modèle jusque-là pour la statue, et qui jalousait déjà Phryné auparavant. Hypéride, pour sa part, croit faussement que Praxitèle lui a ravi Phryné et se brouille avec son ami.
Cependant, alors que l'occasion se présente et que ses moyens semblent devenus suffisants, Phryné, forte de sa grande popularité, décide d'offrir publiquement à l'Archonte dirigeant la cité tout l'argent qu'elle possède pour reconstruire la muraille de Thèbes, à condition qu'une inscription publique indique « Détruite par Alexandre, reconstruite par Phryné, la courtisane ». Sa démarche suscite la polémique en haut lieu, compte tenu de son activité. L'Archonte accepte le don, et remercie Phryné, mais ne peut toutefois accepter la condition qu'elle met à son don, l'intitulé de l'inscription ne pouvant qu'être perçu comme scandaleux. C'est à ce moment-là que Lamaco, en accord avec les ennemis de la courtisane, décide de comploter à nouveau contre Phryné, en la persuadant de se faire passer pour l'incarnation d'Aphrodite lors des fêtes d'Éleusis consacrées à Déméter, afin de persuader le peuple de la légitimité de son don sous condition. La courtisane, par orgueil, tombe dans le piège et son apparition lors des célébrations religieuses, aussitôt considérée comme une profanation de sanctuaire, provoque son arrestation.
Phryné va être jugée pour acte sacrilège, et personne ne veut défendre la courtisane, pas même Hypéride, bien que Praxitèle le lui ait instamment demandé. Le jour du procès public, devant les juges de l'Aréopage et en présence de l'Archonte, le sort de Phryné semble scellé, mais alors que le temps imparti à la défense de l'accusée touche bientôt à sa fin, surgit soudain Ipéride, à la grande joie notamment de Praxitèle. L'orateur se lance dans une grande plaidoirie en faveur de Phryné, dont il évoque les vertus et le parcours mouvementé depuis sa fuite de Thèbes. Le peuple crie son attachement à Phryné, en particulier les réfugiés thébains, mais les juges s'apprêtent néanmoins à délibérer, la condamnation de l'accusée ne faisant alors aucun doute, lorsque surgit Nabus, qui, connaissant le passé de Lamaco, se retourne contre son maître en le trainant devant les juges. Soumis à interrogatoire par Hypéride, Lamaco finit par avouer sa complicité dans le crime commis par Osco contre les parents de Phryné. Hypéride le fait arrêter, mais si le crime en question peut expliquer l'attitude de Phryné par la suite, les juges campent sur leur position et veulent délibérer sans plus tarder. Ils en sont empêchés par la foule furieuse, qui tente d'envahir l'Aréopage. L'Archonte, pour apaiser le peuple, autorise Hypéride à poursuivre sa plaidoirie. L'orateur, en dernier recours, loue la beauté de Phryné, si digne d'Aphrodite que son ami Praxitèle lui-même l'a prise pour modèle pour sa statue de la déesse de l'Amour, et dévoile le corps nue de la jeune femme comme preuve de ses dires, avant de demander l'acquittement de l'accusée. Alors qu'on lui demande si elle a quelque chose à ajouter pour sa défense, Phryné répond simplement, à la grande joie de la foule, qu'elle souhaite que le don de sa fortune soit désormais accompagnée d'une inscription sur la muraille de Thèbes indiquant « Détruite par Alexandre, reconstruite par la volonté du peuple ». Ce qui sera fait, tandis qu'une nouvelle vie semble s'ouvrir pour Phryné et Hypéride.

## Fiche technique
- Titre : Phryné, courtisane d'Orient
- Titre original : Frine, cortigiana d'Oriente
- Réalisation : Mario Bonnard
- Scénario : Bruno Baratti, Mario Bonnard, Cesare Ludovici, Nicola Manzari et Ivo Perilli
- Assistant-réalisateur : Sergio Leone
- Costumes : Vittorio Nino Novarese
- Production : Alberto Manca
- Pays d'origine :  Italie
- Format : Noir et Blanc
- Genre : Histoire
- Durée : 101 min
- Dates de sortie : 1953

## Distribution
- Elena Kleus : Phryné
- Pierre Cressoy : Hypéride
- Tamara Lees : Criside
- John Kitzmiller :  Nabus
- Giulio Donnini :  Làmaco
- Mino Doro : Osco
- Luisella Boni : Touni
- Franco Silva

## Voix Françaises
- Nelly Benedetti
- Jacqueline Ferriere
- Marcelle Lajeunesse
- Helene Tossy
- Renée Regnard
- Jean- Francois Laley
- Hubert Noel
- Jean-Henri Chambois
- Roger Treville
- Georges Hubert
- Raymond Destac
- Marc Cassot
- Version française Société MPS, Sous la direction de  Pierre Geran et	Jeanne Vidal

Adaptation française Bruno Guillaume